# Werner Timm

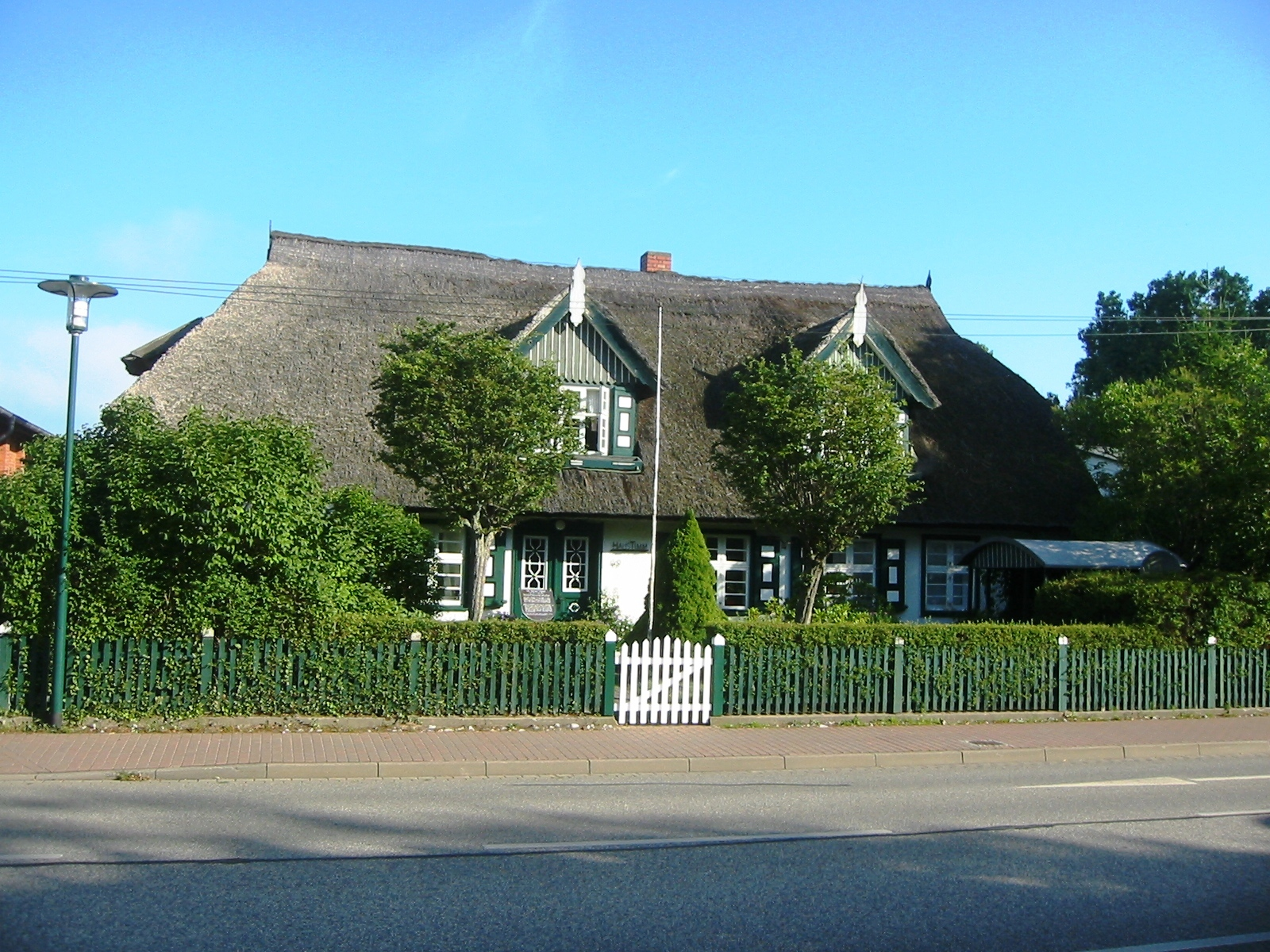
Elternhaus von Timm in Graal-Müritz, in dem er 1999 starb

Werner Timm (* 23. Januar 1927 in Rostock; † 22. April 1999 in Graal-Müritz) war ein deutscher Kunsthistoriker.

## Leben
Timm wuchs im Ostseebad Graal-Müritz auf, wo seine Eltern eine kleine Pension betrieben und sein Vater Schmied war. Er ging in Ribnitz und Rostock auf weiterführende Schulen und war in den letzten Kriegsmonaten Flakhelfer in Rostock. Nach dem Krieg studierte er Kunstgeschichte in Rostock. Mitte der 1950er Jahre wurde er Direktor des Kupferstichkabinetts der Staatlichen Museen zu Berlin. 1966 erhielt er einen Ruf an die Kunsthalle Hamburg. Der Antrag, die DDR verlassen und diesen Ruf annehmen zu können, führte zu seiner fristlosen Entlassung. Timm arbeitete anschließend freiberuflich und später beim Ausstellungszentrum der DDR. 1979 erfolgte die Übersiedlung in die Bundesrepublik Deutschland. Von 1979 bis zu seiner Pensionierung 1992 war Timm Direktor des Museums Ostdeutsche Galerie Regensburg. Bis zu seinem Tod unternahm Timm zahlreiche ausgedehnte Weltreisen, die ihn zuletzt auf die Osterinseln geführt haben. Von 1990 bis 1992 war er Vorstandsmitglied im Arbeitskreis selbständiger Kultur-Institute e.V. - AsKI. 
Timm war seit 1953 verheiratet mit der Kunsthistorikerin Dr. Regine Timm und hatte zwei Kinder.

## Werk
Besonders hervorzuheben sind seine Standardwerke zum graphischen Werk von Käthe Kollwitz und von Edvard Munch. Im Zusammenhang mit seiner Tätigkeit in Regensburg hat Timm eine Reihe von beachteten Ausstellungskatalogen produziert, etwa zu Lovis Corinth und Lyonel Feininger. Seine Herkunft vom Meer hat ihn auch als Kunsthistoriker beschäftigt. Kapitänsbilder und Schiffe und ihre Schicksale sind die beiden umfangreichsten Werke zu diesem Thema. Hier will ich bleiben ist der Titel einer Geschichte des Ostseebades Graal-Müritz, die Timm Mitte der 90er Jahre publiziert hat. Posthum wurde schließlich noch ein Band zu Bademoden veröffentlicht.
Timm war Mitglied der Männer-Vereinigung Schlaraffia, wo er den Namen Timbad der Sehfahrer trug. Diese Inschrift schmückt auch seinen Grabstein in Graal-Müritz.

## Veröffentlichungen (Auswahl)
- Vom Badehemd zum Bikini: Bademoden und Badeleben im Wandel der Zeiten, Husum Verlag, Husum 2000, ISBN 3-88042-906-5
- Winfried Tonner: Bilder 1966–1986, Regensburg-Grünstadt: Garamond, ISBN 3-922579-29-9
- Edvard Munch, Berlin: Henschelverlag Kunst u. Gesellschaft
- Schiffe und ihre Schicksale: maritime Ereignisbilder, Rostock: Hinstorff, VEB
- Kapitänsbilder. Schiffsporträts seit 1782. Rostock: VEB Hinstorff Verlag 1971, 2. Aufl. 1978